# ريتشارد سيفرت
ريتشارد سيفرت (بالإنجليزية: Richard Seifert)‏ (و. 1910 – 2001 م) هو مهندس معماري من المملكة المتحدة، والمملكة المتحدة لبريطانيا العظمى وأيرلندا، ولد في زيورخ، توفي عن عمر يناهز 91 عاماً.

## التعليم
تعلم في كلية لندن الجامعية
.